# Henrik Agerbeck
Henrik Herbert Agerbeck (* 10. September 1956 in Frederiksberg) ist ein ehemaliger dänischer Fußballspieler, der als Profi zum größten Teil in Frankreich aktiv war.

## Karriere

### Vereinslaufbahn
Agerbeck spielte ab 1974 beim IFK Malmö. Dort setzte er sich als Stammspieler durch und erzielte während seiner Zeit dort in 64 Spielen 23 Tore. Nach zwei Jahren in Malmö schloss er sich 1977 für eine Saison dem Kjøbenhavns Boldklub an und erzielte in 15 Spielen 13 Tore. 1978 wechselte er zum Bundesligisten Hertha BSC, mit dem er 1978/1979 das DFB-Pokal Finale erreichte, das man gegen Fortuna Düsseldorf verlor. Ein Jahr später stieg Hertha BSC aus der Bundesliga ab.
Nach dem Abstieg des Berliner Klubs wechselte Agerbeck erneut und spielte in den nächsten sechs Spielzeiten in der französischen 1. Division, in der er drei Jahre für Nantes und drei Jahre für den Sochaux antrat. Mit Nantes wurde er 1983 Meister, mit Sochaux holte er keinen Titel.
Nachdem er den FC Sochaux 1986 verlassen hatte, spielte Agerbeck mehrere Jahre in der damaligen 2. Division; seine Vereine dort waren US Orléans und USL Dunkerque. 1990 wechselte er zum unterklassigen Verein Calais RUFC, für den er in drei Jahren in 78 Spielen elf Tore erzielte. Ab 1993 spielte er für Stade Portelois und beendete dort 1994 seine aktive Karriere.

### Nationalmannschaft
Für die dänische Fußballnationalmannschaft bestritt Agerbeck vier Spiele, Tore erzielte er dabei nicht.

## Familie / Leben nach dem Fußball
Von 2006 bis 2008 war Agerbeck Einkaufsleiter bei „Arctica Partners“, einer Firma, die in Boulogne-sur-Mer mit gefrorenem Fisch handelt.
Er ist Vater einer Tochter (* März 1984).

## Titel und Erfolge
- Französischer Meister (1): 1983